# Kinryu Maru
La nave corsara nipponica Kinryu Maru si guadagnò una certa notorietà, anche se, a onor del vero, le prodezze delle navi corsare giapponesi rimarranno per almeno mezzo secolo archiviati in dossier riservati sia giapponesi che statunitensi.
Comunque questa corsara, insieme alle altre, furono scelte per la grande autonomia e velocità, camuffate con false torri, finti fumaioli, finti sovrastrutture e carichi fasulli, e celavano, ben nascoste, un potente armamento come veri e propri incrociatori ausiliari, attrezzati per la guerra contro il traffico mercantile alleato. 
Da precisare che tali corsare condussero una guerra di corsa completamente differente da quella condotta dalle similari tedesche della Kriegsmarine, in quanto i giapponesi concepirono in maniera diversa le operazioni belliche.
La Kinryu Maru fu completata nel 1937 nei cantieri Kokusai Kisen K.K. di Tokyo per conto della società armatrice Nippon Yusen Kaisha (NYK).
La nave era stata commissionata per essere utilizzata per trasportare passeggeri e merci varie lungo la rotta Yokohama-Liverpool, facendo tappa ad Amburgo.
Il 23 novembre 1941 la Marina imperiale giapponese la requisì e il 25 novembre 1941 iniziava la conversione in corsara.
Il 10 dicembre 1941 veniva registrata presso il Distretto Navale di Kure e posto sotto il comando del capitano Sakkan Oyu.
Il 29 gennaio 1942, la Kinryu Maru, insieme alla Kongo Maru, veniva assegnata alla 4ª Flotta della Marina imperiale giapponese, poste sotto il comando del viceammiraglio Shigeyoshi Inoue.
Il 25 agosto 1942 viene gravemente danneggiata da una bomba di 1.000 libbre, alcune ore più tardi viene affondata da una nave giapponese.